# 加納有沙
加納 有沙（かのう ありさ、1988年1月21日 - ）は、フリーアナウンサー。九州朝日放送 (KBC) および文化放送の元アナウンサー。

## 経歴
愛知県豊田市出身で、聖霊高等学校、聖心女子大学を卒業する。大学在学中にテレビ朝日アスクへ通い、BS朝日『News Access』に出演した。
2010年4月にテレビ朝日アスクから九州朝日放送 (KBC) へ派遣され、ラジオの『武内裕之That's On Time』でアシスタントと『Sweet Jazz』でパーソナリティ、テレビの『気ままにLB』と『とっても健康らんど』でリポーター、それぞれを務めた。
2013年3月にテレビ朝日アスクの派遣期間が満了してKBCを退職し、4月に文化放送へ入社する。
2016年3月に文化放送の契約任期が満了し、4月からフリーで活動を始める。

## 人物
- 小学5年生から眼鏡を掛けているが普段はコンタクトレンズを使用している[1]。
- 和物好きで、大学時代、箸屋でアルバイトをしていた。その影響もあって、扇子、浴衣、甚平、うちわ、下駄、法被、足袋、雪駄などいわゆる“和”のテイストを好む[2]。
- KBC入社当初から社内で「顔が東尾理子に似ている」と評され、本人も「KBCの東尾理子」と称した時期がある。2013年9月9日に、理子の父の東尾修と面会する[3]。
- 福岡のジャズイベント「中洲JAZZ」司会担当の影響もあり、2012年からJAZZボーカルのレッスンを受けている[4]。KBCラジオ『Sweet Jazz』で2013年2月に歌声を披露し[5]、3月にワンマンライブを開催して[6]、2015年9月の中洲JAZZに歌手として出演[7]する。
- カヴァージャズアルバム Alissa 1をリリース。（2015年1月21日）
- 『キニナル』『くにまるジャパン』など番組中で呼ばれている愛称は「アーリー」[8]「金太郎」「尻毛の親分」[9]「ミス関東平野」[10]。
- 2017年4月21日放送の『くにまるジャパン 極』の番組冒頭午前9時02分頃に、「婚姻届を先日提出した」と発表[11]した。2018年4月から『斉藤一美 ニュースワイドSAKIDORI!』月曜日のサブキャスターを担当したが第1子を懐妊し、産前産後休暇で2020年4月6日に同番組を降板した[12]。8月に男児を出産し、2022年1月に次男を出産した。

## 現在の出演番組
- マチコミ（テレビ埼玉） - 「Big-Aインフォメーション」のコーナー（月1回、水曜日。出産と育児休業中は休演）
- オリオンツアーpresents ガレッジセールのオリタラドコ旅（千葉テレビ放送） - ナレーション（出産と育児休業中は、チバテレアナウンサーの竹内里奈が代役）

## 過去の出演番組

### 九州朝日放送

#### ラジオ
- 武内裕之That's On Time - アシスタント（2010年10月6日 - 2011年4月1日までは水～金を担当。2011年4月4日- 2013年3月27日までは月～水を担当）
- Sweet Jazz（2011年11月7日 - 2013年3月25日）

#### テレビ
- KBCニュース
- 気ままにLB - リポーター
- とっても健康らんど - リポーター

### 文化放送
- 吉田照美 飛べ! サルバドール - 飛び出せ! 子ザル リポーター（火曜担当。2013年4月2日 - 2014年3月25日）
- 大竹まこと ゴールデンラジオ! - 水曜日パートナー（2013年4月3日 - 9月25日）
- キニナル - アシスタント（2013年4月7日 - 2016年3月27日）
- 近藤真彦 くるくるマッチ箱 - アシスタント（2013年4月9日 - 2016年3月22日）
- グッチ裕三 今夜はうまいぞぉ! - 準レギュラー（2013年5月21日 - 2016年3月14日）
- グッチ裕三 きょうも琴伝流![13] - アシスタント（2014年3月31日 - 2016年3月21日）
- 林家たい平 咲いて!孫心 夢ごころ - アシスタント（2013年10月6日 - 2016年3月27日）
- 西田あいのおしゃべり♥あいランド - アシスタント（2013年10月6日 - 2014年3月30日）
- 就職戦士ブンナビ! - パーソナリティ（2013年12月5日 - 2014年3月27日、2015年3月4日 - 6月25日）
- 文化放送 新春スポーツスペシャル 箱根駅伝実況中継 - コース紹介（2014年1月2日、1月3日）
- 高田純次 毎日がパラダイス - アシスタント（2014年3月31日 - 2015年3月27日）
- ビビる大木のBrat!Brat! - リポーター（2015年10月3日 - 2016年3月26日）
- くにまるジャパン - 月曜日パートナー（2014年9月29日 - 2016年9月26日）[14]

### フリー転身後
- 吉田照美 飛べ! サルバドール - 水曜日リポーター（文化放送、2016年3月30日 - 2017年3月22日）
- 斉藤一美 ニュースワイドSAKIDORI!（文化放送、2017年4月3日 - 2020年4月6日[15] ）
- くにまるジャパン 極 - くにまるジャパン探訪を担当（文化放送）
- 小椋佳～闌の季節 - アシスタント（文化放送、2017年10月8日 - 2018年9月30日）
- 五線譜の解体新書（TOKYO FM） - パーソナリティ
- NACK5 NEWS（エフエムナックファイブ、2016年4月 - 2020年3月31日）